# Wat Phleng (huyện)
Wat Phleng (tiếng Thái: วัดเพลง) là một huyện (amphoe) của tỉnh Ratchaburi, miền trung Thái Lan.

## Lịch sử
Trước đây, huyện này có tên là Wat Pradu do trụ sở huyện nằm trước Wat Pradu, kênh Wat Pradu. Khi trụ sở huyện đã được dời đến địa điểm hiện nay, tên huyện đã được chuyển thành Maenam Om. Năm 1914, chính quyền đã đời trụ sở huyện  Maenam Om đến Tambon Pak Tho. Đơn vị này được nâng cấp thành huyện ngày 17 tháng 7 năm 1963.

## Địa lý
Các huyện giáp ranh (từ phía tây nam theo chiều kim đồng hồ) là: Pak Tho, Mueang Ratchaburi của tỉnh Ratchaburi, Bang Khonthi và Amphawa của tỉnh Samut Songkhram.
Nguồn nước quan trọng ở huyện này là sông Khwae Om, một nhánh của sông Mae Klong.

## Hành chính
Huyện này được chia thành 3 phó huyện (tambon), các đơn vị này lại được chia ra thành 28 làng (muban). Thị trấn (thesaban tambon) Wat Phleng nằm trên một phần của the tambon Eat Phleng and Ko San Phra. Có 3 Tổ chức hành chính tambon.
| STT. | Name         | Thai name  | Số làng | Dân số |  |
| ---- | ------------ | ---------- | ------- | ------ |  |
| 1.   | Ko San Phra  | เกาะศาลพระ | 10      | 3715   |  |
| 2.   | Chom Prathat | จอมประทัด   | 8       | 3507   |  |
| 3.   | Wat Phleng   | วัดเพลง     | 10      | 5006   |  |